# Richard Evelyn Byrd
‎
Richard Evelyn Byrd, kontraadmiral vojne mornarice ZDA in polarni raziskovalec, * 25. oktober 1888, Winchester, Virginija, ZDA, † 11. marec 1957, Boston, Massachusetts, ZDA.

## Življenjepis
Byrd je sprva obiskoval Univerzo Virginije, vendar so ga denarni razlogi prisilili, da se je prešolal in diplomiral na Pomorski akademiji ZDA. V prvi svetovni vojni se je naučil pilotirati in postal strasten letalec. Razvil je številne tehnike, uporabne pri letenju nad odprtim morjem. Njegovo znanje iz tega področja mu je prineslo zadolžitev načrtovanja poti prekatlantskega leta ameriške mornarice v letu 1919. Od treh letečih čolnov, ki so se odpravili na pot, je na cilj prispel le eden. To je bilo letalo NC-4, ki mu je poveljeval Albert Reed. S tem je prvo preletelo Atlantski ocean.

## Severni tečaj
9. maja 1926 sta Byrd in Floyd Bennett poskusila preleteti Severni tečaj. Trdila sta, da jima je uspelo, vendar so kasnejši dokazi iz njunih dnevnikov in mehanske analize letala, ki jih je potrdil norveško-ameriški raziskovalec in letalec Bernt Balchen, o tem zanetili precejšen dvom. Ta polet je kljub temu Byrdu prinesel splošno priznanje in mu s tem omogočil, da je pridobil vire za kasnejše odprave na Antarktiko.

## Antarktika
Leta 1928 se je Byrd z dvema ladjama in tremi letali odpravil na svojo prvo antarktično odpravo. Bazni tabor so postavili na Rossovi ledeni polici, od koder so se odpravljali na znanstvene odprave s pasjo vprego, motornimi sanmi in letali. Prvo poletje so se ukvarjali z fotografiranjem in geološkimi raziskovanji, vzdrževali pa so tudi stalno radijsko zvezo s svetom. Po prvi zimi so nadaljevali z odpravami in 29. novembra 1929 vzleteli proti Južnemu tečaju. Letalo Floyd Bennet z Byrdom, pilotom Berntom Balchenom, kopilotom oziroma navigatorjem Haroldom Juneom in fotografom Ashleyem McKinleyem je za potovanje do tečaja in nazaj potrebovalo 18 ur in 41 minut. Imeli so težave pri pridobivanju višine, zato so za dosego Tečajne planote morali odmetavati prazne posode z gorivom in zasilne zaloge. Po nadaljnjem poletju raziskovanja se je 18. junija 1930 odprava vrnila v ZDA.
Byrd je med letoma 1933 in 1939 organiziral še tri odprave na Južni tečaj, ki so dosegle vrh v letih 1946 in 1947 z operacijo Highjump (Visoki skok). Byrd je prav tako poveljeval Operaciji Deep Freeze (Globoko zamrzovanje), ki je vzpostavila stalne postaje v ožini McMurdo, Zalivu kitov in na Južnem tečaju.

## Nagrade in odlikovanja
Do smrti je Byrd prejel 22 odlikovanj, od katerih jih je bilo 9 za pogum, dve pa za izjemno junaštvo pri reševanju življenj drugih. Prislužil si je medaljo časti, kongresno medaljo za reševanje življenj, medaljo za zasluge, letalski križec, mornariški križec in tri parade s papirnatimi kačami (Ticker-tape parades). Byrd je bil glede odlikovanj po pripovedovanju zelo skromen, vztrajal je na vsebini svojih doživetij in pri zgodbah o tistih, ki so zgrešili pot.